# Ліси Швеції

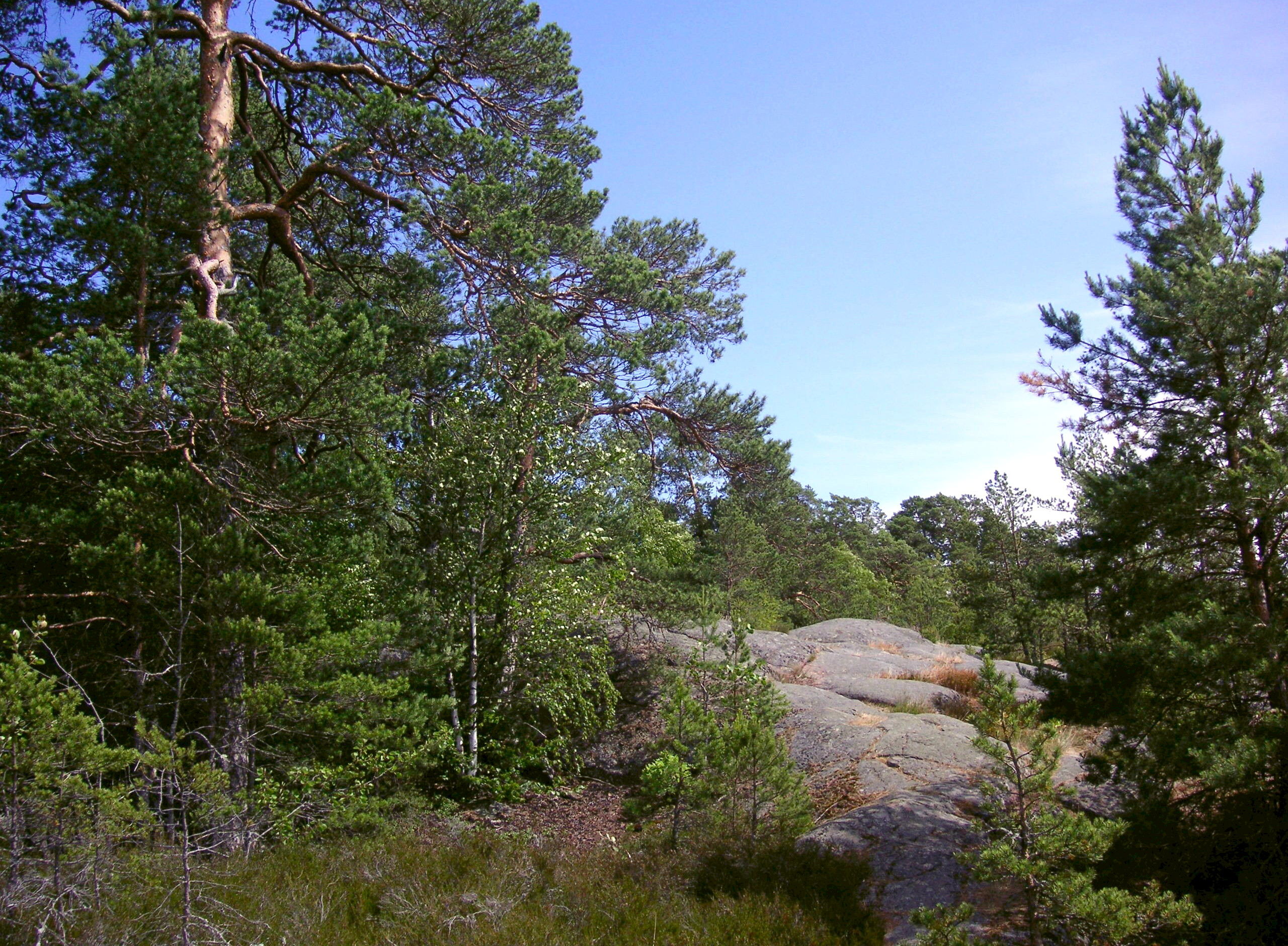
Ліс у природному заповіднику Грімста, Стокгольм

Більшу частину лісу у Швеції вважають стратифікованою, тобто такою, яка складається з декількох шарів. У нижній частині, трохи вище поземного покрову, знаходиться нижній шар, який містить мохи, лишайники і гриби. Над нижнім шаром лежить польовий шар, який містить папоротеподібні, трав'янисті і злакові рослини. У деяких випадках існує ще два шари. Шар кущів - це рослини, що не перевищують п'яти метрів, і верхній шар дерев, що складається з дерев, які перевищують п'ять метрів.
Типи лісів варіюються. У Швеції 75% лісів - штучні і трохи менше 25% - природні. На півдні широколистяні ліси відносно більш поширені, тоді як у центральній і північній Швеції повністю переважають хвойні ліси, які складаються з ялинових і соснових дерев. Продуктивність лісних ділянок, їх бонітет, дуже залежить від клімату, і зменшується, чим північніше. У горах над лінією лісу не росте дерев, а ландшафт складає польовий шар. У Швеції протягом століть не було знайдено пралісів у справжньому сенсі. Тим не менш, є райони, які схожі на незаймані ліси, такі як первісний ліс Фібі і Люнсен в Уппланді.
У Швеції, починаючи з рубежу ХІХ століття, було проведено заплановане лісове господарство, яке мало на меті забезпечити лісову промисловість високоякісною сировиною, в той же час довгострокове відростання лісу не було порушено. У лісовому господарстві розрізняють родючі лісові землі і відповідно неродючі. Родючі лісові землі це лісові території, які в середньому ймовірно виробляють більше одного кубометра лісу на гектар на рік. Найпоширенішими видами неродючих земель є болота, вулиці з електромережами і особливо гірські райони.
У Швеції налічується близько 22,7 млн. гектарів родючих лісових земель, до яких додано 5,8 млн. гектарів неродючих. Приватні власники володіють трохи більше ніж половиною території, тоді як лісова промисловість і державні власники, такі як Sveaskog, Statens Fastighetsverk, єпархія шведських церков та муніципалітети володіють іншою половиною. 
Зовсім недавно зросли та значення та знання про міські ліси. Під міським лісом маються на увазі ліси, які знаходяться на відстані близько 0,5–1 км від населеного пункту. У міському лісі проводиться в основному відпочинок, і тому він має велике значення для здоров'я і благополуччя людини. 
| Площа суші Швеції          | 41,1 млн. га                                                              |
| Площа лісів                | 22,7 млн. га                                                              |
| Невигіддя                  | 5,8 м. млн. га                                                            |
| Незайманий ліс             | близько 85 000 га                                                         |
| Широколистяні ліси         | близько 150 000 га                                                        |
| Міські ліси                | близько 300 000 га                                                        |
| Прибережні ліси            | близько 450 000 га                                                        |
| Запас деревини             | 2 666 мільйонів m³                                                        |
| Річний приріст             | приблизно 96,2 мільйона. m³                                               |
| Річний збір врожаю         | близько 70 млн. грн. m³                                                   |
| Середній обсяг вирубки     | від 0,20 м³ у північній частині Швеції до 0,40 у південній частині країни |
| Середній об'єм при вирубці | 203 м³/га                                                                 |

## Типи лісів
У Швеції виникають поміж іншим такі види лісів, які розбиті за типом рослинності та розташуванням рослин: 
- Західна тайга
- Сосновий бор
- Змішаний ліс
- Широколистяний ліс
- Первинний ліс на узбережжі
- Березовий гірний ліс
- Трав'янистий ялиновий ліс
- Хвойний ліс на гальковий скелі
- Ліс на пасовищі
- Болотний ліс
- Буковий ліс
- Дубовий ліс
- Дубово-грабовий ліс
- Липово-кленовий ліс у ярах і схилах пагорбів
- Дубово-в'язово-ясеновий змішаний ліс уздовж водотоків
- Луговий ялиновий ліс